# ヨナス・クヌドセン
ヨナス・クヌドセン（Jonas Knudsen、1992年9月16日 - ）は、デンマーク・エスビャウ出身のプロサッカー選手。サッカーデンマーク代表。マルメFF所属。ポジションはDF。
デンマーク語の発音に近い表記は「ヨーナス・クヌスン」。

## 経歴

### クラブ
エスビャウfBのアカデミーで育成され、2009年11月にクラブと最初のプロ契約を結んだ。ウィンターブレーク後のラナースFC戦でクラブ史上最年少となる16歳でのデビューを果たした。2012-13より左サイドバックのレギュラーに定着し、このシーズンのデンマーク・カップ制覇に貢献した。
2015年7月、イプスウィッチ・タウンFCに移籍。

### 代表
各年代でデンマーク代表に選出されている。

## 代表歴

### 出場大会
- デンマーク代表
  - 2018 FIFAワールドカップ

### 試合数
- 国際Aマッチ 7試合 0得点（2014年-2019年）[4]

| デンマーク代表 | 国際Aマッチ | 国際Aマッチ |
| 年             | 出場        | 得点        |
| -------------- | ----------- | ----------- |
| 2014           | 2           | 0           |
| 2015           | 0           | 0           |
| 2016           | 0           | 0           |
| 2017           | 0           | 0           |
| 2018           | 4           | 0           |
| 2019           | 1           | 0           |
| 通算           | 7           | 0           |

## タイトル

### クラブ
エスビャウ
- デンマーク・カップ : 1回 (2013)
- デンマーク・ファーストディビジョン : 1回 (2011-12)

マルメFF
- アルスヴェンスカン : 2回 (2020, 2021)
- スウェーデン・カップ : 1回 (2021-22)